# Gran Premi d'Itàlia
|  | Aquest article tracta sobre Fórmula 1. Si cerqueu informació sobre motociclisme, vegeu «Gran Premi d'Itàlia de motociclisme». |

El Gran Premi d'Itàlia és una de les competicions automobilístiques més antigues de la Fórmula 1. El primer campionat es va dur a terme el 4 de setembre de 1921 a Brescia. Tot i això, el nom més conegut al parlar de curses d'automòbils a Itàlia és el circuit de Monza, que va ser construït l'any 1922, a temps pels campionats d'aquest any. Allà s'han corregut la major part dels grans premis d'Itàlia.

## Història
A la carrera de 1923, va participar Harry A. Miller amb el seu automòbil "American Miller 122" pilotat pel Comte Louis Zborowski, fet famós a la pel·lícula "Chitty Chitty Bang Bang". El Gran Premi d'Itàlia forma part de la Fórmula 1 des dels seus inicis i, junt amb el Gran Premi de Gran Bretanya, són els únics que han estat en el calendari totes les temporades des de l'any 1950.

## Guanyadors del Gran Premi d'Itàlia
| Any  | Pilot                            | Equip                 | Circuit        | Resultats |
| ---- | -------------------------------- | --------------------- | -------------- | --------- |
| 2020 | Pierre Gasly                     | AlphaTauri - Honda    | Monza          | Resultats |
| 2019 | Charles Leclerc                  | Ferrari               | Monza          | Resultats |
| 2018 | Lewis Hamilton                   | Mercedes              | Monza          | Resultats |
| 2017 | Lewis Hamilton                   | Mercedes              | Monza          | Resultats |
| 2016 | Nico Rosberg                     | Mercedes              | Monza          | Resultats |
| 2015 | Lewis Hamilton                   | Mercedes              | Monza          | Resultats |
| 2014 | Lewis Hamilton                   | McLaren - Mercedes    | Monza          | Resultats |
| 2013 | Sebastian Vettel                 | Red Bull - Renault    | Monza          | Resultats |
| 2012 | Lewis Hamilton                   | McLaren - Mercedes    | Monza          | Resultats |
| 2011 | Sebastian Vettel                 | Red Bull - Renault    | Monza          | Resultats |
| 2010 | Fernando Alonso                  | Ferrari               | Monza          | Resultats |
| 2009 | Rubens Barrichello               | Brawn GP              | Monza          | Resultats |
| 2008 | Sebastian Vettel                 | Toro Rosso            | Monza          | Resultats |
| 2007 | Fernando Alonso                  | McLaren-Mercedes      | Monza          | Resultats |
| 2006 | Michael Schumacher               | Ferrari               | Monza          | Resultats |
| 2005 | Juan Pablo Montoya               | McLaren-Mercedes      | Monza          | Resultats |
| 2004 | Rubens Barrichello               | Ferrari               | Monza          | Resultats |
| 2003 | Michael Schumacher               | Ferrari               | Monza          | Resultats |
| 2002 | Rubens Barrichello               | Ferrari               | Monza          | Resultats |
| 2001 | Juan Pablo Montoya               | Williams - BMW        | Monza          | Resultats |
| 2000 | Michael Schumacher               | Ferrari               | Monza          | Resultats |
| 1999 | Heinz-Harald Frentzen            | Jordan-Honda          | Monza          | Resultats |
| 1998 | Michael Schumacher               | Ferrari               | Monza          | Resultats |
| 1997 | David Coulthard                  | McLaren-Mercedes      | Monza          | Resultats |
| 1996 | Michael Schumacher               | Ferrari               | Monza          | Resultats |
| 1995 | Johnny Herbert                   | Benetton-Renault      | Monza          | Resultats |
| 1994 | Damon Hill                       | Williams-Renault      | Monza          | Resultats |
| 1993 | Damon Hill                       | Williams-Renault      | Monza          | Resultats |
| 1992 | Ayrton Senna                     | McLaren-Honda         | Monza          | Resultats |
| 1991 | Nigel Mansell                    | Williams-Renault      | Monza          | Resultats |
| 1990 | Ayrton Senna                     | McLaren-Honda         | Monza          | Resultats |
| 1989 | Alain Prost                      | McLaren-Honda         | Monza          | Resultats |
| 1988 | Gerhard Berger                   | Ferrari               | Monza          | Resultats |
| 1987 | Nelson Piquet                    | Williams-Honda        | Monza          | Resultats |
| 1986 | Nelson Piquet                    | Williams-Honda        | Monza          | Resultats |
| 1985 | Alain Prost                      | McLaren-TAG           | Monza          | Resultats |
| 1984 | Niki Lauda                       | McLaren-TAG           | Monza          | Resultats |
| 1983 | Nelson Piquet                    | Brabham-BMW           | Monza          | Resultats |
| 1982 | René Arnoux                      | Renault               | Monza          | Resultats |
| 1981 | Alain Prost                      | Renault               | Monza          | Resultats |
| 1980 | Alain Prost                      | Brabham-Cosworth      | Imola          | Resultats |
| 1979 | Jody Scheckter                   | Ferrari               | Monza          | Resultats |
| 1978 | Niki Lauda                       | Brabham-Alfa Romeo    | Monza          | Resultats |
| 1977 | Mario Andretti                   | Lotus-Cosworth        | Monza          | Resultats |
| 1976 | Ronnie Peterson                  | March-Cosworth        | Monza          | Resultats |
| 1975 | Clay Regazzoni                   | Ferrari               | Monza          | Resultats |
| 1974 | Ronnie Peterson                  | Lotus-Cosworth        | Monza          | Resultats |
| 1973 | Ronnie Peterson                  | Lotus-Cosworth        | Monza          | Resultats |
| 1972 | Emerson Fittipaldi               | Lotus-Cosworth        | Monza          | Resultats |
| 1971 | Peter Gethin                     | British Racing Motors | Monza          | Resultats |
| 1970 | Clay Regazzoni                   | Ferrari               | Monza          | Resultats |
| 1969 | Jackie Stewart                   | Matra-Cosworth        | Monza          | Resultats |
| 1968 | Denny Hulme                      | McLaren-Cosworth      | Monza          | Resultats |
| 1967 | John Surtees                     | Honda                 | Monza          | Resultats |
| 1966 | Ludovico Scarfiotti              | Ferrari               | Monza          | Resultats |
| 1965 | Jackie Stewart                   | British Racing Motors | Monza          | Resultats |
| 1964 | John Surtees                     | Lotus                 | Monza          | Resultats |
| 1963 | Jim Clark                        | Lotus                 | Monza          | Resultats |
| 1962 | Graham Hill                      | British Racing Motors | Monza          | Resultats |
| 1961 | Phil Hill                        | Ferrari               | Monza          | Resultats |
| 1960 | Phil Hill                        | Ferrari               | Monza          | Resultats |
| 1959 | Stirling Moss                    | Cooper                | Monza          | Resultats |
| 1958 | Tony Brooks                      | Vanwall               | Monza          | Resultats |
| 1957 | Stirling Moss                    | Vanwall               | Monza          | Resultats |
| 1956 | Stirling Moss                    | Maserati              | Monza          | Resultats |
| 1955 | Juan Manuel Fangio               | Mercedes              | Monza          | Resultats |
| 1954 | Juan Manuel Fangio               | Mercedes              | Monza          | Resultats |
| 1953 | Juan Manuel Fangio               | Maserati              | Monza          | Resultats |
| 1952 | Alberto Ascari                   | Ferrari               | Monza          | Resultats |
| 1951 | Alberto Ascari                   | Ferrari               | Monza          | Resultats |
| 1950 | Giuseppe Farina                  | Alfa Romeo            | Monza          | Resultats |
| 1949 | Alberto Ascari                   | Ferrari               | Monza          | Resultats |
| 1948 | Jean-Pierre Wimille              | Alfa Romeo            | Valentino Park | Resultats |
| 1947 | Felice Trossi                    | Alfa Romeo            | Milà           | Resultats |
| 1938 | Tazio Nuvolari                   | Auto Union            | Monza          | Resultats |
| 1937 | Rudolf Caracciola                | Mercedes              | Livorno        | Resultats |
| 1936 | Bernd Rosemeyer                  | Auto Union            | Monza          | Resultats |
| 1935 | Hans Stuck                       | Auto Union            | Monza          | Resultats |
| 1934 | Luigi Fagioli, Rudolf Caracciola | Mercedes              | Monza          | Resultats |
| 1933 | Luigi Fagioli                    | Alfa Romeo            | Monza          | Resultats |
| 1932 | Tazio Nuvolari                   | Alfa Romeo            | Monza          | Resultats |
| 1931 | Giuseppe Campari, Tazio Nuvolari | Alfa Romeo            | Monza          | Resultats |
| 1928 | Louis Chiron                     | Bugatti               | Monza          | Resultats |
| 1927 | Robert Benoist                   | Delage                | Monza          | Resultats |
| 1926 | Louis Charavel "Sabipa"          | Bugatti               | Monza          | Resultats |
| 1925 | Gastone Brilli-Peri              | Alfa Romeo            | Monza          | Resultats |
| 1924 | Antonio Ascari                   | Alfa Romeo            | Monza          | Resultats |
| 1923 | Carlo Salamano                   | Fiat                  | Monza          | Resultats |
| 1922 | Pietro Bordino                   | Fiat                  | Monza          | Resultats |
| 1921 | Jules Goux                       | Ballot                | Brescia        | Resultats |

## Altres
A la temporada 2006, al llarg del cap de setmana del GP d'Itàlia, el pilot Michael Schumacher va anunciar la seva retirada al final de temporada.
La seva plaça a Ferrari per disputar la temporada 2007 la va ocupar Kimi Raikkönnen.